# Красовский, Алексей Олегович
Алексе́й Оле́гович Красо́вский (род. 1971) — российский кинорежиссёр, сценарист и продюсер.

## Биография
Родился 20 декабря 1971 года в Горьком (ныне Нижний Новгород). Вырос в Автозаводском районе. По первому образованию врач-стоматолог.
В кинематографе дебютировал как сценарист. Режиссурой занялся в 2011 году (сериал «Откровения»). В 2016 году вышел первый полнометражный фильм режиссёра Красовского — «Коллектор» с Константином Хабенским в главной роли.
В октябре 2018 года негативную реакцию общественности вызвала новость о том, что режиссёр работает над комедией «Праздник», действие которой происходит в номенклатурной семье блокадного Ленинграда.
В январе 2019 года Алексей Красовский сообщил, что сделает мини-сериал «Революция» для YouTube. Сюжет сериала пока держится в секрете.
В начале февраля 2021 года передал Фонду борьбы с коррупцией свою кинематографическую премию «Ника».

Несколько лет назад я получил эту награду из рук режиссёра Павла Чухрая. В этом году мне предстояло уже в качестве члена академии выбрать лучшие картины и лучших создателей. Однако среди документальных фильмов я снова не увидел работ фонда. Исправить это я не могу, но поддержать ребят, снимающих сильные фильмы и получающих вместо наград уголовные статьи, посчитал необходимым. Разумеется, я это сделал не от лица всей академии, от себя лично, передав её как талисман. Пусть богиня победы принесет теперь удачу им, мне она помогла.

## Фильмография

### Режиссёр
- Откровения (сериал, 2011)
- Задержи дыхание (короткометражный фильм, 2014)
- Коллектор (2016)
- Экстремист (короткометражный фильм, 2018)
- Элефант (2018)
- Праздник (2019)
- Веб-сериал «Революция» (2019)
- Слон (2020)
- Подарок (телесериал, 2021)
- Неслучайные связи (телесериал, 2021)
- Власть / Vlast (телесериал, 2022)

### Сценарист
- Общая терапия (сериал, 2008)
- Петровка, 38. Команда Петровского (сериал, 2009)
- Общая терапия 2 (сериал, 2010)
- Откровения (сериал, 2011)
- Откровения. Реванш (сериал, 2011)
- Военный госпиталь (сериал, 2012)
- Метод Фрейда (сериал, 2012)
- Цена жизни (сериал, 2013)
- Кровь с молоком (ТВ, 2014)
- Задержи дыхание (короткометражный фильм, 2014)
- Коллектор (2016)
- Экстремист (короткометражный фильм, 2018)
- Элефант (2018)
- Праздник (2019)

## Награды и номинации
Фильм «Коллектор»
- Фестиваль «Кинотавр» — Гран-при кинофестиваля (номинация)
- Премия «Белый слон» — лучший полнометражный дебют (победа)
- Кинофестиваль в Карловых Варах — Премия конкурса «К Востоку от Запада» (номинация)
- Премия «Золотой орёл»-2017:
  - Лучший игровой фильм (номинация)
  - лучший сценарий (номинация)
- Премия «Ника»-2017:
  - Открытие года (победа)[10][11]
  - Лучший игровой фильм (номинация)
  - Лучшая сценарная работа (номинация)